# El tango vuelve a París
El tango vuelve a París es una película en blanco y negro de Argentina dirigida por Manuel Romero sobre su propio guion que se estrenó el 16 de enero de 1948 y que tuvo como protagonistas a Alberto Castillo, Elvira Ríos, Severo Fernández, Fernando Lamas y Lilian Valmar.

## Sinopsis
Un médico que llega a París tras una cancionista mexicana se convertirá en cantor de tangos.

## Reparto
- Alberto Castillo
- Elvira Ríos como Lupe
- Severo Fernández
- Fernando Lamas
- Lilian Valmar como Azucena
- Aníbal Troilo
- Julio Renato
- Juan José Porta
- Rodolfo Díaz Soler
- Roberto Blanco
- Antonio Provitilo

## Comentarios
El tango vuelve a París es una “película porteña en espíritu con un asunto simple” (Clarín) que sigue una “fórmula conocida” (La Nación), que es “lograda en cuanto a los propósitos que motivaron su realización: mostrar al cantor Alberto Castillo” (revista Set) y a la cual “el auditorio aplaudió a cada rato, al finalizar cada canción y festejó ruidosamente las ocurrencias, no siempre exentas de chabacanería” (Tullio Carella en Crítica).